# Alfredo Martínez y García-Argüelles
Alfredo Martínez y García-Argüelles (Oviedo, 1877 -24 de març de 1936) fou un metge asturià, diputat del Partit Republicà Liberal Demòcrata, membre del Congrés dels Diputats d'Espanya pel Districte de Pravia durant l'última legislatura de la Restauració borbònica, des del 12 de juny de 1923 fins al 19 de setembre de 1923.

## Biografia
Es va llicenciar en medicina a la Universitat de Valladolid i fins a 1903 va treballar com a metge de l'Hospital de la Hullera Espanyola. Aleshores fou membre del Cos Mèdic de la Beneficència Municipal d'Oviedo, amb destinació a Trubia.
Va ser un dels fundadors de l'Acadèmia Mèdico-Quirúrgica Asturiana, i el seu primer president. Com a cap de la beneficència i del laboratori municipal va deixar escrites les Memorias que porten per títol Anafilaxis y Aplicación de la Bacteriologia a la Higiene de las poblaciones.
El 1911 la Junta d'Ampliació d'Estudis el va becar per fer estudia a Alemanya i França, cosa que li va permetre treballar a l'Institut Pasteur de París. El 1917 es va doctorar en Medicina. També era nebot polític de l'escriptor Leopoldo Alas, al que va atendre diagnosticant-li la mortal malaltia de la qual va morir.
Com a polític va formar en les files del Partido Reformista, per la seva amistat i identificació amb Melquiades Álvarez. Va ser cap polític d'aquest partit a Astúries. Va ser diputat a Corts pel districte de Pravia, des de 1919 fins a 1923, i després per la província d'Oviedo. Després de la proclamació de la Segona República Espanyola tornaria a obtenir aquest escó en les eleccions de 1933 com a representant del Partit Republicà Liberal Demòcrata per Astúries, en la coalició que el seu partit va formar amb el d'Acció Popular, sent nomenat vicepresident de la Cambra.
Fou Ministre de Treball, Justícia i Sanitat, nomenat el 14 de desembre de 1935 i cessat el 30 de desembre del mateix any, en el govern que va presidir Manuel Portela Valladares, en representació del Partido Reformista, però la situació política era llavors tan tibant que el govern no va durar gaire.

## Assassinat
En la nit del diumenge 22 de març de 1936, quan Alfredo Martínez es disposava a entrar al seu xalet del carrer Ramiro I, d'Oviedo, va ser agredit a tirs per uns pistolers i, a conseqüència de les ferides, va morir en la matinada del dia 25.